# Византийско-венгерские войны (1151—1156)
Византийско-венгерские войны 1151—1156 — вооруженные конфликты между византийским императором Мануилом I Комнином и королём Венгрии Гезой II.

## Причины войны
Как и предыдущий конфликт, эта война была вызвана венгерской экспансией на Балканах и попытками Византии отвоевать некогда утраченные территории. На этот раз ситуация осложнялась из-за того, что оба противника были одновременно вовлечены в несколько связанных между собой конфликтов.
Венгрия, в которой пытались утвердить своё влияние Священная Римская империя и Византия, опасалась агрессии со стороны обеих, так как Мануил Комнин и Конрад III заключили союз против короля Сицилии Рожера II. Этот альянс мог представлять угрозу и для Венгрии, особенно после того, как к нему примкнула Венеция, желавшая вернуть захваченные венграми далматинские города. В поисках союзников Геза II обратился к нормандцам, и в 1149 или несколько позже заключил договор с Рожером II против Византии.
Византийско-нормандская война началась в 1147, и в 1149 Мануил готовился совместно с Конрадом напасть на Южную Италию, но был вынужден отложить экспедицию, так как сербы подняли восстание, инспирированное Венгрией и, возможно, нормандцами. В ходе подавления этого восстания императорские войска в 1150 столкнулись с венгерскими отрядами, посланными Гезой на помощь своим сербским родственникам.
Одного этого факта было достаточно для начала войны, но, по словам Иоанна Киннама, наибольшее недовольство императора вызвало вмешательство Гезы в междоусобную войну на Руси. В конфликте из-за киевского престола Византия поддерживала Юрия Долгорукого, а его сторонник Владимирко Галицкий рассматривался в Константинополе как вассал империи.
Противник Юрия Изяслав Мстиславич в 1148 выдал свою сестру Ефросинию за венгерского короля, после чего привлек зятя к участию в конфликте. В 1148—1152 венгерский король трижды отправлял на помощь Изяславу войска и два раза являлся лично во главе крупной армии. Летом 1151, после очередного похода в Галицкое княжество, Геза получил послание Мануила с объявлением войны.

## Война 1151 года
Осенью 1151 Мануил начал свою первую кампанию против Венгрии. Пока флот поднимался по Дунаю, армия прошла долиной Моравы и сосредоточилась в окрестностях Белграда. Так как корабли по неизвестной причине задерживались, войска переправились через Саву на лодках-однодревках, после чего часть войска под командованием Феодора Ватаца осадила Земун, а остальные, во главе с императором, занялись опустошением района Франгохория (Срема). По словам Киннама, византийцы даже разрушили королевский дворец, «дело, достойное занять место в ряду самых великих удач римского оружия».
С венгерской территории было угнано большое количество пленных. Мануил не ставил задачи захватить вражескую территорию, но собирался опустошить её и переселить массы людей на пустующие византийские земли.
Когда Мануил возвращался из набега, Земун ещё держался, надеясь на скорый подход венгерского короля, но когда византийцы приготовились к штурму, защитники города объявили о готовности сдаться, если им сохранят жизнь. Император отверг их требования, и венгры вышли из крепости с непокрытыми головами и веревками на шеях, отдавшись на его милость. Мануил запретил кого-либо убивать, и лишь отдал на разграбление цитадель.
Вскоре было получено известие о приближении венгерского короля. Мануил приказал переправить пленных на правый берег, а сам приготовился к обороне. Оказалось, что венгерские войска представляют собой не королевскую армию, а передовой отряд под командованием бана Белоша. Тем временем, подошел византийский флот, и переправа через Дунай стала для венгров затруднительной. Белош направился в район Браничева, вероятно, чтобы произвести диверсию и заставить противника отступить из Срема. Мануил также подошел к этому месту и занял позицию на правом берегу. Поскольку Белош ничего не предпринимал, дожидаясь подхода короля, Мануил решил перейти в наступление.
Отряд под командованием Бориса Коломановича переправился через Дунай и прошел с грабежами до верхней долины Темеша. К. Я. Грот и Фердинанд Шаландон предположили, что император намеренно поставил во главе войска Бориса, имевшего в Венгрии немало сторонников, рассчитывая, что венгры не окажут ему сильного сопротивления. Борис разграбил обширную территорию, разбил выступивших против него венгров, полагавших, что имеют дело с самим императором, и вернулся к Дунаю с большой добычей. Белош и подоспевший король пытались его перехватить, но Борису удалось ночью форсировать Дунай, благодаря тому что Мануил приказал зажечь множество факелов, указывая место переправы.
Некоторое время армии стояли на противоположных берегах Дуная, потом Геза предложил заключить мир. Мануил согласился. Условия этого договора неизвестны. Вернувшись в Константинополь, император устроил пышное триумфальное шествие, проведя по улицам толпы пленных, взятых в венгерском и прошлогоднем сербском походах. Поскольку никого из предводителей захватить не удалось, он приказал богато одеть нескольких пленников, чтобы народ подумал, будто это побежденные вражеские вожди.

## Военная угроза
В 1152 Геза II, узнав о смерти Конрада III, снова двинулся к Дунаю. Император выступил ему навстречу. Флот опять опаздывал, и византийцы начали готовить лодки для переправы, когда Геза запросил мира. Полагают, что его могло побудить к этому известие об избрании Фридриха Барбароссы; по словам Оттона Фрейзингенского, одним из первых намерений нового германского короля было вторжение в Венгрию. Геза просил, чтобы Мануил оставил себе 10 тыс. пленников, а остальных вернул, и византийский император, опасавшийся возобновлять войну, пока не прояснится позиция нового короля Германии, согласился.
В 1153 снова возникла опасность войны. Император находился в Пелагонии, вероятно, готовясь к войне с нормандцами, а войска западных фем сосредоточились в Софии, когда прибыли венгерские послы с предложением продлить мир. В том же году Мануил опрометчиво назначил Андроника Комнина дукой Ниша и Браничева, и дал ему во владение Касторию. Андроник вступил в сговор с венгерским королём, которому пообещал часть византийских земель в обмен на помощь против императора.
В декабре 1153 или 1154 Андроник решил убить императора, расположившегося в Пелагонии для наблюдения за венграми и нормандцами, пытался с кинжалом проникнуть в шатер Мануила, но был остановлен стражей. От неё он сумел сбежать, но Мануил снарядил погоню. Андроник был схвачен и отправлен в заключение.

## Война 1155—1156 годов
Геза II, не знавший об аресте Андроника, в 1154 или 1155 перешел Дунай и осадил Браничево. На этот раз с ним также были чешские и немецкие войска — либо наемники, либо вспомогательные отряды, предоставленные Владиславом II Чешским и Генрихом Ясомирготтом. Кроме того, в походе участвовал боснийский бан Борич. Застать византийцев врасплох не удалось — император быстро собрал войска и занял позицию у Свилайнаца (Смиловцы), в месте, где Морава выходит из гор на равнину. Оттуда он направил осажденным известие о своем подходе. Лучник должен был выпустить стрелу с прикрепленным письмом, но промахнулся, и послание упало не в городе, а в осадном лагере. Там известие о приближении Мануила произвело такой страх, что венгры спешно сняли осаду, сожгли машины и отступили.
Дунай разлился из-за дождей и переправиться на левый берег у Браничева было невозможно, поэтому Геза двинулся к Белграду, а Борич отправился к Дрине, чтобы вернуться в свою страну. Император Мануил отрядил хартулария Василия Цинцилука преследовать боснийцев, но тот вместо этого атаковал венгерскую армию на переправе. Поначалу он имел успех, так как венгры решили, что на них ударил сам император, и в панике толпами бросались в реку, но затем, сообразив, что имеют дело с авангардным отрядом, контратаковали. Византийцы стойко выдерживали их натиск, но понесли большие потери, и когда союзный венгерский отряд под командованием Иштвана, брата Гезы, обратился в бегство, последовали за ним.
Узнав о заговоре некоторых жителей Белграда, замышлявших передать город венграм, император послал туда Иоанна Кантакузина, арестовавшего изменников. Около этого времени, как полагают, Борис Коломанович погиб в бою с половцами, вероятно, союзниками Гезы.

## Мир
Император перезимовал в Берое и собирался в 1155 или 1156 начать новую кампанию, когда прибыли венгерские послы с предложением мира. По условиям договора Геза возвращал пленных, все захваченное оружие, военную добычу, и даже взамен павших лошадей и волов поставил животных венгерской породы.
К миру императора побудило изменение внешнеполитической ситуации: в 1155 началось византийское вторжение в Южную Италию, сербы окончательно подчинились еще в 1153, Изяслав Мстиславич умер в 1154, и Юрий Долгорукий овладел Киевом, после чего Геза перестал вмешиваться в русские дела. В результате гибели Бориса Коломановича Мануил лишился возможности оказывать давление на венгерского короля.
Войны 1151—1156 не принесли успеха ни одной из сторон и не разрешили политического конфликта. Пятилетний мирный договор был продлен в 1161, но через два года Мануил вмешался в династическую борьбу в Венгрии и начал новую войну.